# Waltalingen

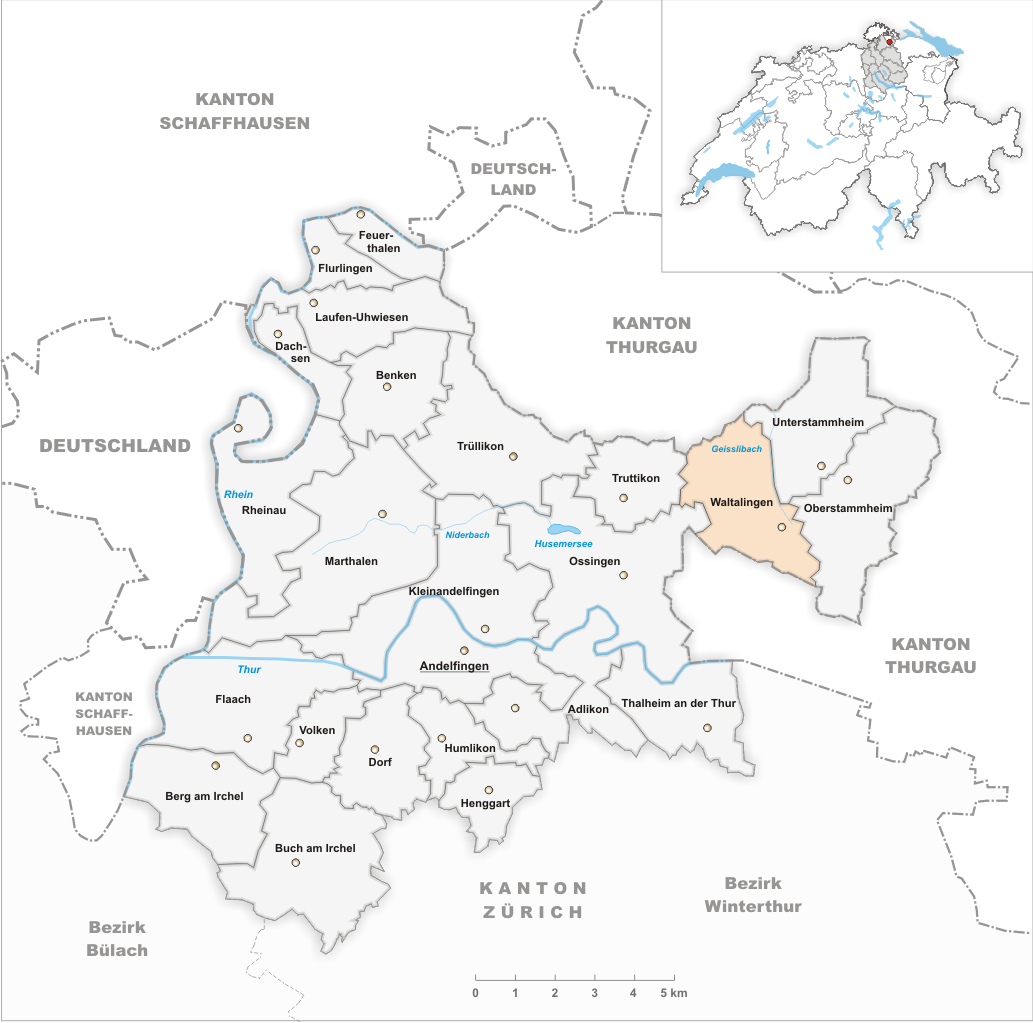
Gemeindestand vor der Fusion am 1. Januar 2019

Waltalingen (Ostschweizer Dialekt: Waaltelinge) ist eine Ortschaft in der am 1. Januar 2019 gebildeten politischen Gemeinde Stammheim im Kanton Zürich. Bis am 31. Dezember 2018 bildete sie eine selbständige politische Gemeinde.
Am 24. September 2017 beschlossen die Stimmbürger in Oberstammheim, Unterstammheim und Waltalingen, sich Anfang 2019 zur politischen Gemeinde Stammheim zusammenzuschliessen.

## Wappen
Blasonierung:
Schräggeteilt von Silber und Blau, oben ein gestieltes Kleeblatt, unten eine silberne Pflugschar
Das Gemeindewappen von Waltalingen war seit dem ausgehenden 19. Jahrhundert eine Kombination der älteren Wappen von Waltalingen (Pflugschar in blauem Feld, um 1800) und von Guntalingen (Kleeblatt in silbernem Feld, 1837), so dass das kombinierte Wappen das Heroldsbild des Kantonswappens enthielt. Das Wappen wurde 1930 offiziell als Gemeindewappen angenommen.

## Geographie

Historisches Luftbild von Werner Friedli (1948)

Waltalingen liegt im nordöstlichen Zipfel des Kantons Zürich im Zürcher Weinland. Das Stammertal, wozu das Dorf gehört, ist eine glaziale Landschaft mit einer Vielzahl von Drumlins und anderen geomorphologischen Erscheinungsformen. Die ehemalige Gemeinde umfasste die Dörfer Waltalingen und Guntalingen sowie den Weiler Girsberg. 63 % der einstigen Gemeindefläche wurden landwirtschaftlich genutzt, 28 % waren mit Wald bedeckt (Stand 1996).

## Bevölkerung
| Jahr      | 1634 | 1746 | 1850 | 1900 | 1950 | 2000 | 2005 | 2010 | 2015 | 2018 |
| --------- | ---- | ---- | ---- | ---- | ---- | ---- | ---- | ---- | ---- | ---- |
| Einwohner | 258  | 428  | 538  | 497  | 758  | 691  | 695  | 691  | 675  | 656  |

## Politik
Der letzte Gemeindepräsident war Martin Zuber (SVP).
Bei der Nationalratswahl 2015 erreichten die Parteien folgende Wähleranteile: SVP 43,8 %, FDP 14,8 %, SP 13,4 %, glp 6,6 %, BDP 6,1 %, Grüne 5,8 %, EDU 2,2 %, EVP 1,9 %, CVP 0,5 %, SD 0,4 und andere 2,1 %.

## Wirtschaft
Landwirtschaft und Weinbau sind wesentliche Erwerbszweige in Waltalingen, daneben hat sich lokales Gewerbe etabliert.

## Sehenswürdigkeiten
- Hoch über dem Dorf auf einem Rebhügel thront das Schloss Schwandegg.
- In der Kirche befinden sich zum Teil gut erhaltene Fresken aus dem Mittelalter.
- Das Dorf Guntalingen weist ein gut erhaltenes Ortsbild mit Fachwerkhäusern auf, die zum Teil auf das 16. Jahrhundert zurückgehen.
- Oberhalb des Weilers Girsberg bei Guntalingen das Schloss Girsberg.

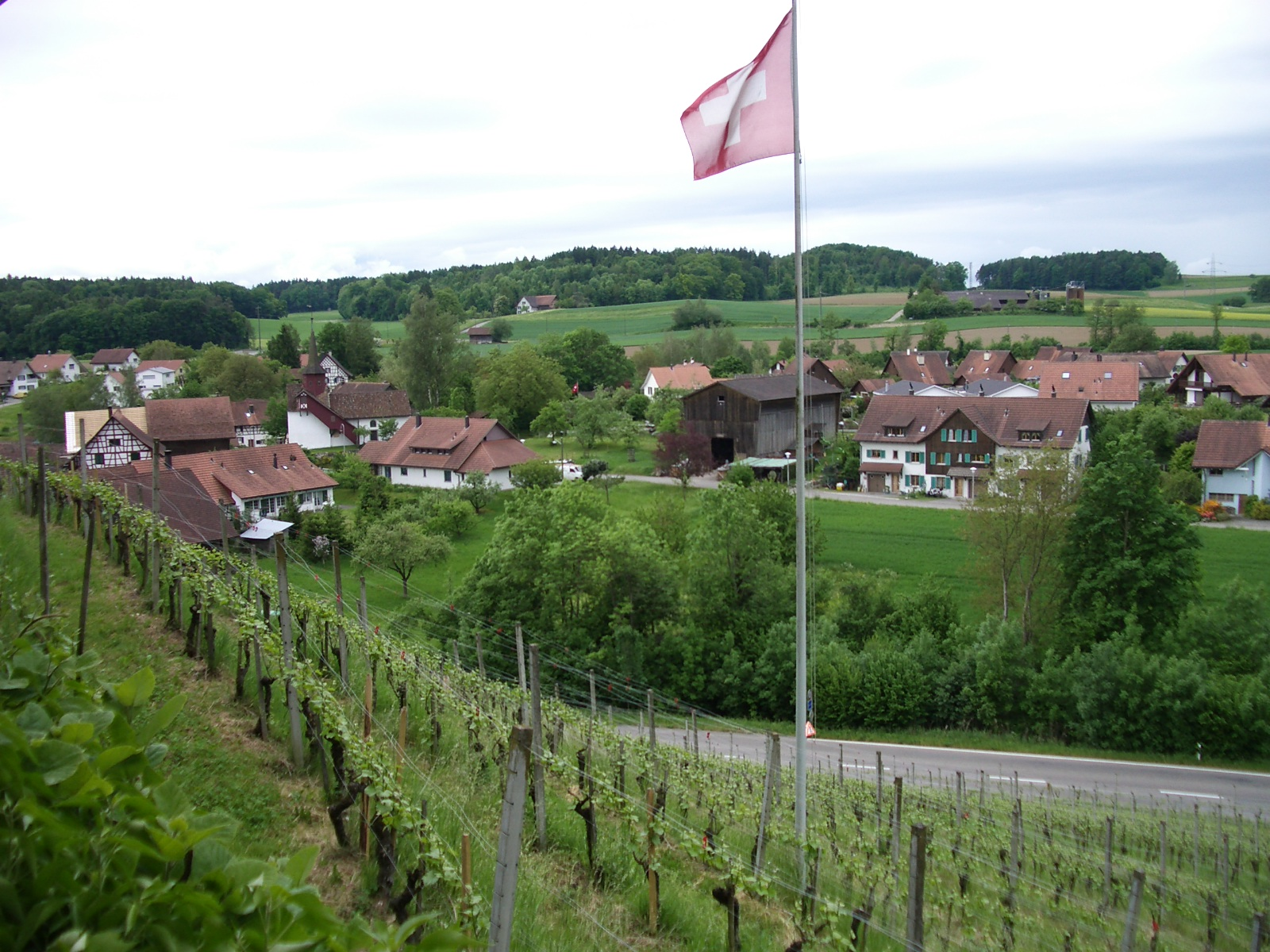
Blick auf das Dorf vom Schloss aus
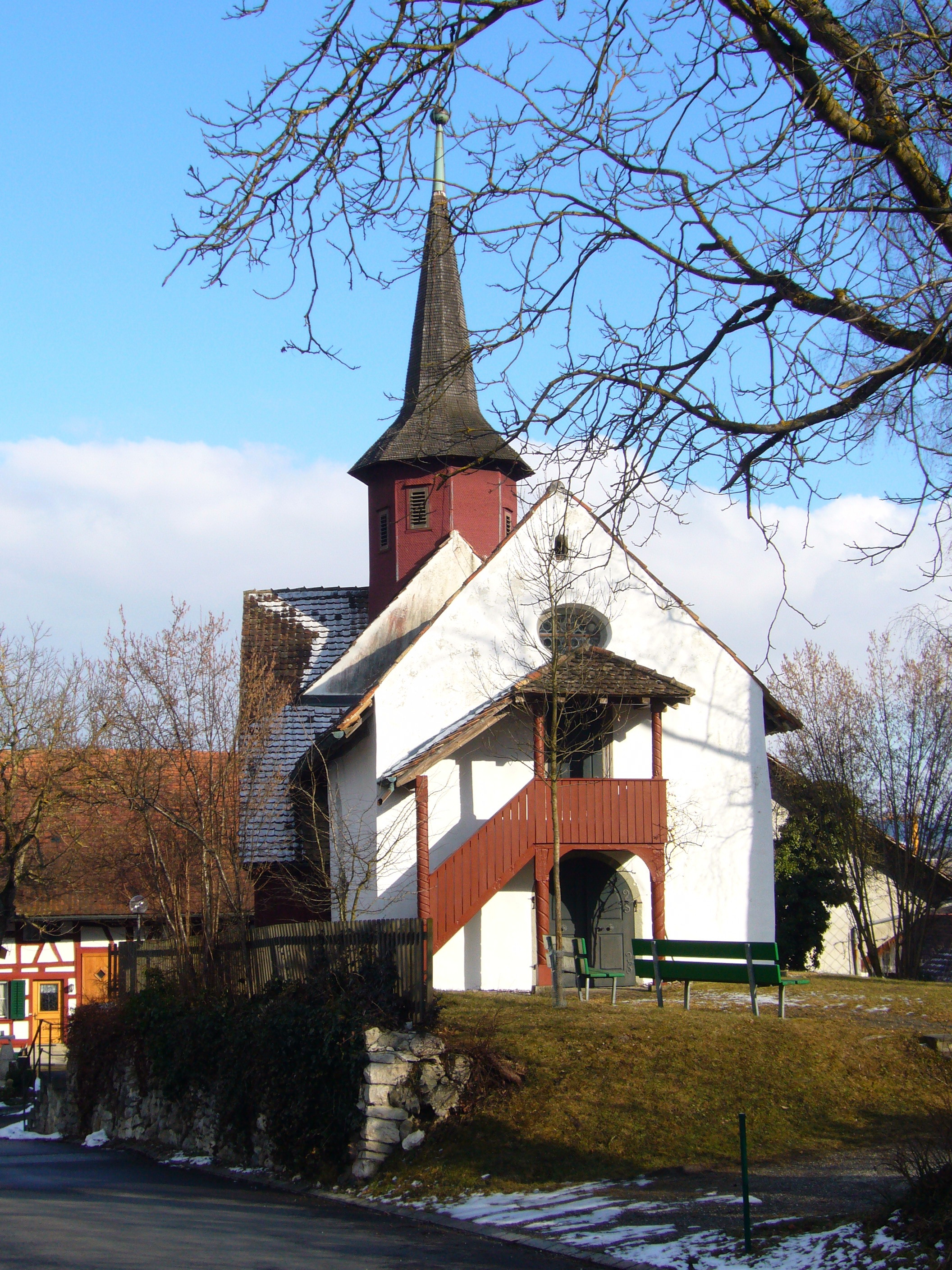
Reformierte Kirche Waltalingen
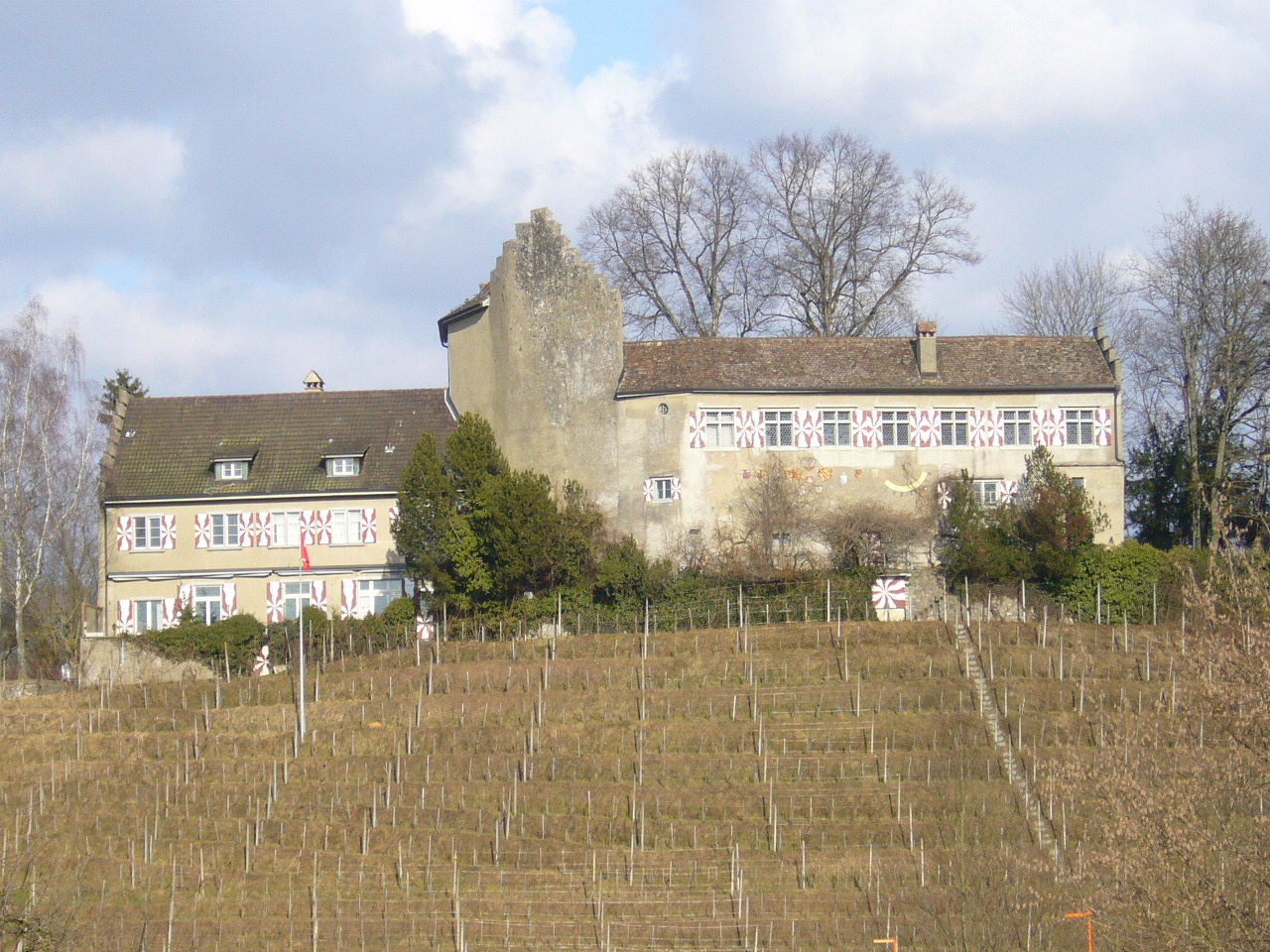
Schloss Schwandegg in Waltalingen
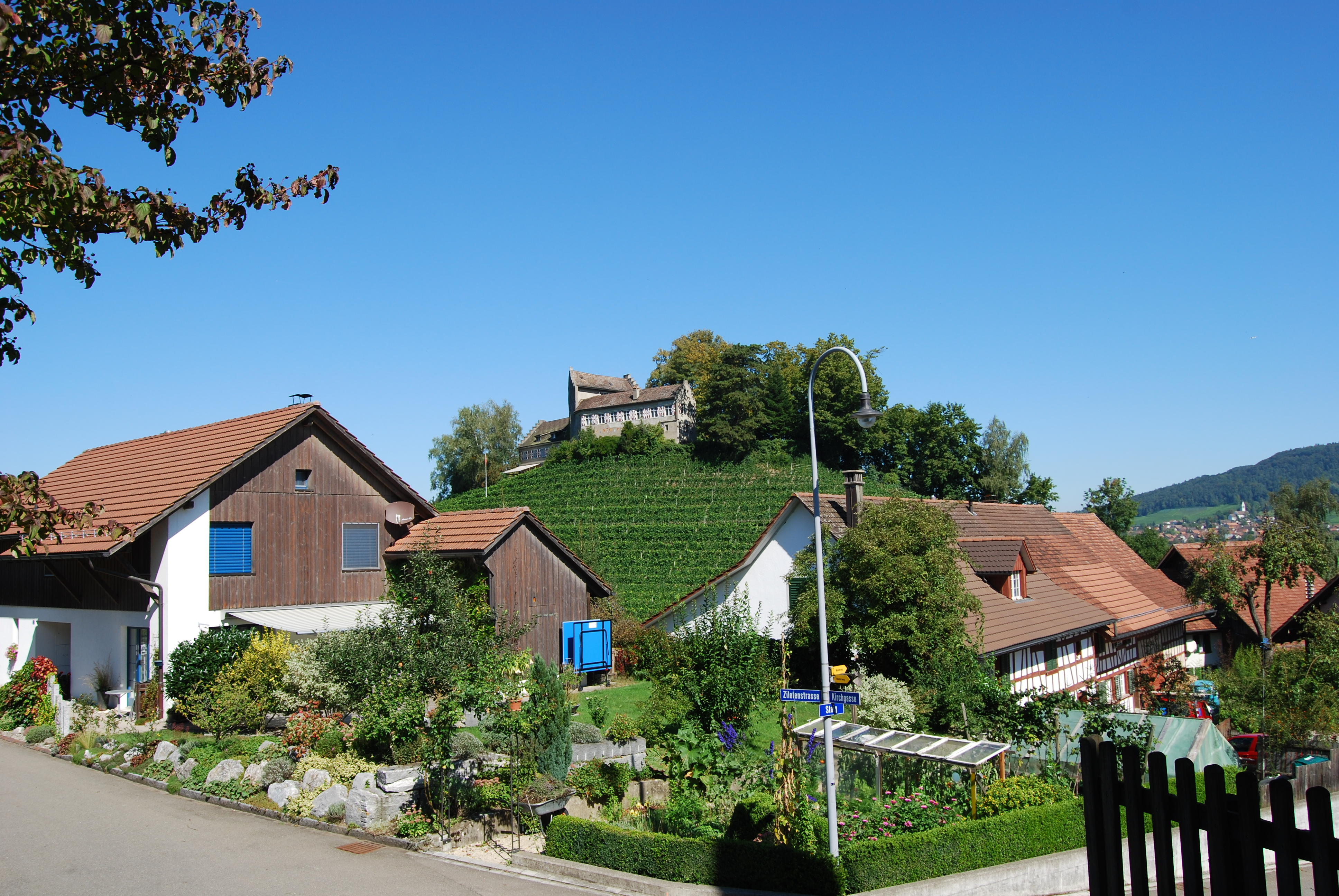
Waltaltingen und Schloss Schwandegg
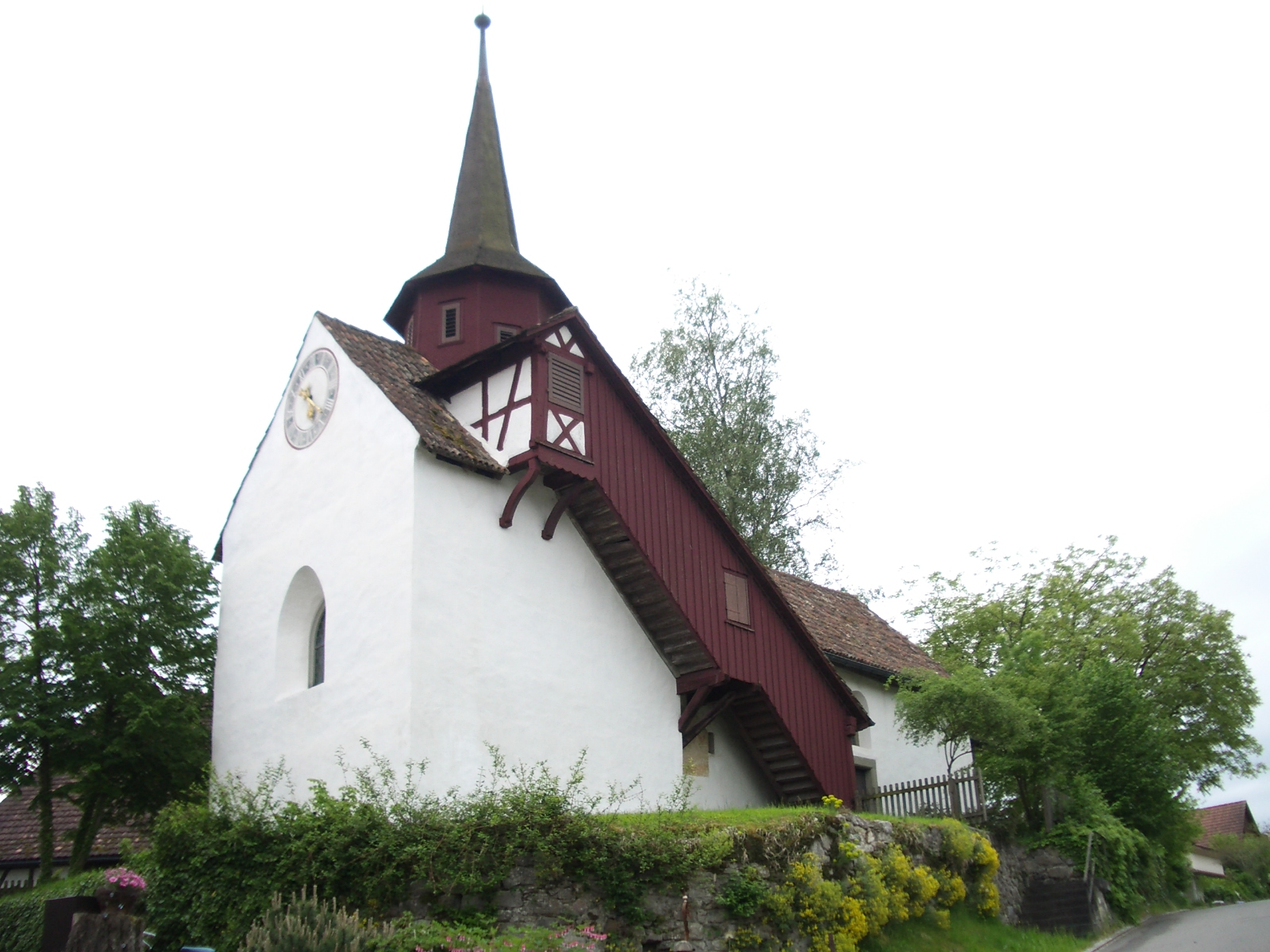
Kirche von Osten mit gedeckter Turmtreppe
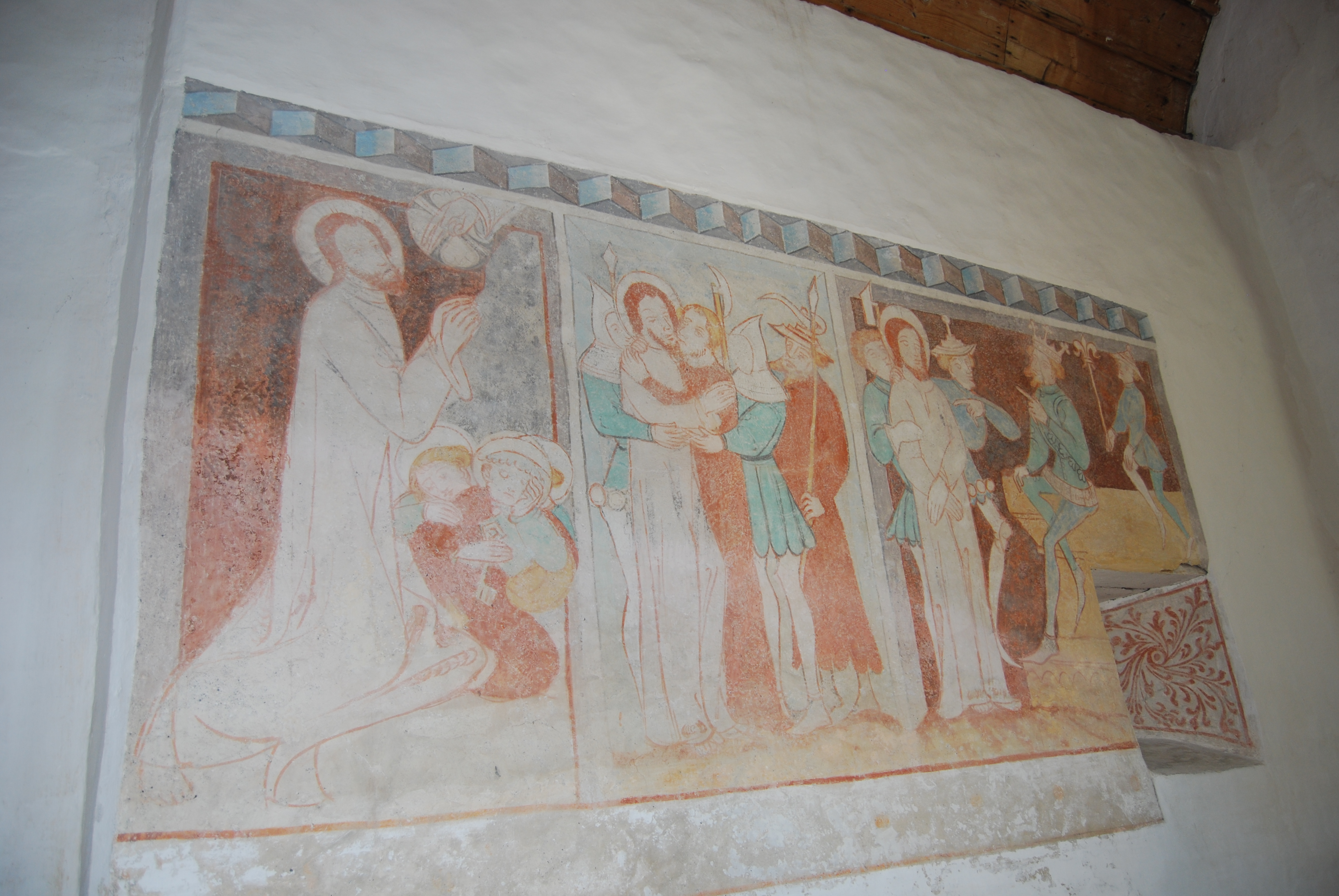
Mittelalterliche Fresken in der Kirche

## Persönlichkeiten
- Carl Böckli (1889–1970), Grafiker, Zeichenlehrer, Karikaturist, Ehrenbürger von Waltalingen